# Ognes, Marne

Ognes este o comună în departamentul Marne, Franța. În 2009 avea o populație de 68 de locuitori.